# Giorgio d'Asburgo-Lorena
Giorgio d'Asburgo-Lorena (nome completo in tedesco Paul Georg Maria Joseph Dominikus; Starnberg, 16 dicembre 1964) è un diplomatico austriaco con cittadinanza ungherese, attuale ambasciatore dell'Ungheria in Francia e a Monaco.
Secondogenito maschio di Ottone d'Asburgo-Lorena e nipote di Carlo I, ultimo imperatore d'Austria-Ungheria. Viene chiamato dai monarchici arciduca d'Austria, ma in Austria e in Ungheria i titoli nobiliari non vengono riconosciuti e sono vietati.

## Biografia

### Nascita, studi e professione
Giorgio è il settimo ed ultimo figlio di Otto d'Asburgo-Lorena e di Regina di Sassonia-Meiningen e il secondo figlio maschio nato dalla coppia dopo Carlo d'Asburgo-Lorena, attuale capo della Casa d'Austria-Ungheria. Nacque dopo la rinuncia del padre Otto d'Asburgo-Lorena ai diritti e ai titoli dinastici. 
Dopo gli studi superiori in Baviera, dal 1984 al 1993 studia diritto, scienze politiche, storia e islamistica a Innsbruck, Madrid e Monaco. 

### Carriera
Nella stagione 1987-1988 collabora con la televisione tedesca ZDF occupandosi di storia contemporanea e dal 1990 al 1992 guida una casa di produzione televisiva.
Dal 1993 si stabilisce a Sóskút, presso Budapest, e continua a lavorare nel settore della produzione televisiva.
Nel 1996 Giorgio viene nominato dal Governo ungherese ambasciatore straordinario presso l'Unione europea. Nel 2004 prende decisa posizione in favore dell'allargamento dell'Unione.
Dal dicembre 2004 al 2012 è stato il presidente della Croce rossa ungherese.
Nel dicembre 2020 è stato nominato ambasciatore dell'Ungheria in Francia.

### Vita privata
Nel 1991 ottiene la cittadinanza ungherese.
Il 18 ottobre 1997 ha sposato a Budapest Eilika Helene Jutta Clementine d'Oldenburg (22 agosto 1972), figlia maggiore del duca Giovanni di Oldenburg e della contessa Ilka d'Ortenburg. Eilika è rimasta nella confessione luterana. Dal matrimonio sono nati tre figli:
- Zsófia Mária Tatjána Mónika Erzsébet Katalin (Budapest, 12 gennaio 2001).
- Ildikó Mária Walburga (Budapest, 6 giugno 2002).
- Károly-Konstantin Mihály István Mária (Budapest, 20 luglio 2004).

Giorgio parla il tedesco, l'ungherese, il francese, lo spagnolo, l'inglese e l'italiano.

## Ascendenza
|                               |                                         |                                         | Genitori                                  |  |  | Nonni |  |  | Bisnonni                          |  |  | Trisnonni                       |  |
|                               |                                         |                                         |                                           |  |  |       |  |  | Ottone Francesco d'Asburgo-Lorena |  |  | Carlo Ludovico d'Asburgo-Lorena |  |
|                               |                                         |                                         |                                           |  |  |       |  |  | Ottone Francesco d'Asburgo-Lorena |  |  | Carlo Ludovico d'Asburgo-Lorena |  |
|                               |                                         | Maria Annunziata di Borbone-Due Sicilie |                                           |  |  |       |  |  | Ottone Francesco d'Asburgo-Lorena |  |  |                                 |  |
| Carlo I d'Asburgo-Lorena      |                                         |                                         |                                           |  |  |       |  |  | Ottone Francesco d'Asburgo-Lorena |  |  |                                 |  |
|                               |                                         | Maria Giuseppina di Sassonia            | Giorgio di Sassonia                       |  |  |       |  |  |                                   |  |  |                                 |  |
|                               |                                         | Maria Giuseppina di Sassonia            | Giorgio di Sassonia                       |  |  |       |  |  |                                   |  |  |                                 |  |
|                               |                                         | Maria Giuseppina di Sassonia            | Maria Anna Ferdinanda di Braganza         |  |  |       |  |  |                                   |  |  |                                 |  |
| Ottone d'Asburgo-Lorena       |                                         | Maria Giuseppina di Sassonia            |                                           |  |  |       |  |  |                                   |  |  |                                 |  |
|                               |                                         | Roberto I di Borbone-Parma              | Carlo III di Borbone-Parma                |  |  |       |  |  |                                   |  |  |                                 |  |
|                               |                                         | Roberto I di Borbone-Parma              | Carlo III di Borbone-Parma                |  |  |       |  |  |                                   |  |  |                                 |  |
|                               |                                         | Roberto I di Borbone-Parma              | Luisa Maria di Borbone-Francia            |  |  |       |  |  |                                   |  |  |                                 |  |
| Zita di Borbone-Parma         |                                         | Roberto I di Borbone-Parma              |                                           |  |  |       |  |  |                                   |  |  |                                 |  |
|                               |                                         | Maria Antonia di Braganza               | Michele del Portogallo                    |  |  |       |  |  |                                   |  |  |                                 |  |
|                               |                                         | Maria Antonia di Braganza               | Michele del Portogallo                    |  |  |       |  |  |                                   |  |  |                                 |  |
|                               |                                         | Maria Antonia di Braganza               | Adelaide di Löwenstein-Wertheim-Rosenberg |  |  |       |  |  |                                   |  |  |                                 |  |
| Giorgio d'Asburgo-Lorena      |                                         | Maria Antonia di Braganza               |                                           |  |  |       |  |  |                                   |  |  |                                 |  |
|                               | Federico Giovanni di Sassonia-Meiningen | Giorgio II di Sassonia-Meiningen        |                                           |  |  |       |  |  |                                   |  |  |                                 |  |
|                               | Federico Giovanni di Sassonia-Meiningen | Giorgio II di Sassonia-Meiningen        |                                           |  |  |       |  |  |                                   |  |  |                                 |  |
|                               | Federico Giovanni di Sassonia-Meiningen | Feodora di Hohenlohe-Langenburg         |                                           |  |  |       |  |  |                                   |  |  |                                 |  |
| Giorgio di Sassonia-Meiningen | Federico Giovanni di Sassonia-Meiningen |                                         |                                           |  |  |       |  |  |                                   |  |  |                                 |  |
|                               |                                         | Adelaide di Lippe-Biesterfeld           | Ernesto II di Lippe-Biesterfeld           |  |  |       |  |  |                                   |  |  |                                 |  |
|                               |                                         | Adelaide di Lippe-Biesterfeld           | Ernesto II di Lippe-Biesterfeld           |  |  |       |  |  |                                   |  |  |                                 |  |
|                               |                                         | Adelaide di Lippe-Biesterfeld           | Contessa Carolina di Wartensleben         |  |  |       |  |  |                                   |  |  |                                 |  |
| Regina di Sassonia-Meiningen  |                                         | Adelaide di Lippe-Biesterfeld           |                                           |  |  |       |  |  |                                   |  |  |                                 |  |
|                               |                                         | Conte Alfredo di Korff                  | Conte Massimiliano Federico di Korff      |  |  |       |  |  |                                   |  |  |                                 |  |
|                               |                                         | Conte Alfredo di Korff                  | Conte Massimiliano Federico di Korff      |  |  |       |  |  |                                   |  |  |                                 |  |
|                               |                                         | Conte Alfredo di Korff                  | Contessa Gabriella di Mirbach-Kosmanos    |  |  |       |  |  |                                   |  |  |                                 |  |
| Contessa Clara Maria di Korff |                                         | Conte Alfredo di Korff                  |                                           |  |  |       |  |  |                                   |  |  |                                 |  |
|                               |                                         | Baronessa Elena di Hilgers              | Barone Francesco Riccardo di Hilgers      |  |  |       |  |  |                                   |  |  |                                 |  |
|                               |                                         | Baronessa Elena di Hilgers              | Barone Francesco Riccardo di Hilgers      |  |  |       |  |  |                                   |  |  |                                 |  |
|                               |                                         | Baronessa Elena di Hilgers              | Agnes Zernentsch                          |  |  |       |  |  |                                   |  |  |                                 |  |
|                               |                                         | Baronessa Elena di Hilgers              |                                           |  |  |       |  |  |                                   |  |  |                                 |  |